# Hypsocephalus paulae
Hypsocephalus paulae là một loài nhện trong họ Linyphiidae.
Loài này thuộc chi Hypsocephalus. Hypsocephalus paulae được Eugène Simon miêu tả năm 1918.